# 제니 라이트
제니 라이트(Jenny Wright, 1962년 3월 23일 ~ )는 미국의 배우이다.
뉴욕에서 태어났으며 뉴욕에서 사망하였다.

## 영화
- 론머 맨 (1992년)
- 퀸가의 친구들 (1991년)
- 쇼크 투 더 시스템 (1990년)
- 영 건 2 (1990년)
- 하드카바 (1989년)
- 트위스터 (1988년)
- 초콜릿 전쟁 (1988, The Chocolate War)
- 죽음의 키스 (1987년)
- 런어웨이 (1986년)
- 세인트 엘모의 열정 (1985년) - 펠리시아 역
- 와일드 라이프 (1984년)
- 가프 (1982년)
- 남자의 진실 (1982년)